# Il bello d'esser brutti
Il bello d'esser brutti è il quinto album in studio del rapper italiano J-Ax, pubblicato il 27 gennaio 2015 dalla Newtopia, etichetta discografica indipendente da lui fondata.

## Descrizione
Anticipato dal singolo Uno di quei giorni, realizzato in duetto con Nina Zilli ed entrato in rotazione radiofonica a partire dal 5 dicembre 2014, Il bello d'esser brutti presenta venti brani, di cui alcuni hanno visto la partecipazione di artisti appartenenti alla scena hip hop italiana e non, come i Club Dogo, Fedez, Weedo o Neffa.
Per la promozione dell'album sono stati realizzati anche i videoclip per i brani Hai rotto il catso e Intro, pubblicati sul canale YouTube del rapper il 26 e il 28 gennaio 2015. Il 20 febbraio 2015 è stato invece pubblicato il secondo singolo, l'omonimo Il bello d'esser brutti, seguito ad aprile da Maria Salvador, realizzato in duetto con Il Cile; quest'ultimo singolo, sebbene abbia raggiunto solo la seconda posizione della Top Singoli, ha ottenuto un ottimo successo, venendo certificato cinque volte disco di platino dalla FIMI.
Il 5 agosto è uscito il videoclip di Miss & Mr Hyde, successivamente estratto come quarto singolo il 24 dello stesso mese.
Il 23 ottobre è stato pubblicato come singolo una nuova versione del brano La tangenziale incisa in duetto con Elio del gruppo musicale rock demenziale Elio e le Storie Tese. Tale brano, insieme a una nuova versione di Intro incisa con la cantante Bianca Atzei e pubblicata il 27 novembre, ha anticipato la Multiplatinum Edition dell'album, composta da un secondo CD audio e un DVD.
Il 15 febbraio 2016 è stato pubblicato il videoclip per il brano Caramelle, realizzato con la partecipazione di Neffa.

## Tracce
1. Intro – 3:53
2. Ribelle e basta – 3:35
3. La tangenziale – 3:32
4. Sopra la media – 3:37
5. Uno di quei giorni (con Nina Zilli) – 3:27
6. Sono di moda – 3:02
7. Caramelle (con Neffa) – 3:38
8. Hai rotto il catso – 3:27
9. Miss & Mr Hyde – 3:52
10. Santoro e Peyote – 3:43
11. Rock City – 3:37
12. Tutto o niente (con Emiliano Valverde) – 3:58
13. Il bello d'esser brutti – 3:29
14. Old Skull (coi Club Dogo) – 3:38
15. Maria Salvador (con Il Cile) – 3:43
16. Bimbiminkia4life (con Fedez) – 3:45
17. Nati così – 4:05
18. Un altro viaggio (con Valerio Jovine) – 4:14
19. The Pub Song (con Weedo) – 4:01
20. L'uomo col cappello – 3:43

Traccia bonus nell'edizione di iTunes
1. Uno di quei giorni (con Nina Zilli) (Lyric Video) – 3:27

DVD bonus nell'edizione Del'Ax
1. Intro
2. Studio
3. Il passato
4. New York

Contenuto bonus nella Multiplatinum Edition
- CD

1. La tangenziale (con Elio) – 3:33
2. L'uomo col cappello (con Pau) – 3:42
3. Intro (con Bianca Atzei) – 4:31
4. Nati così (con Chiara) – 4:05
5. La tangenziale (con Neffa) (Live @ Blue Note) – 3:34
6. L'uomo col cappello (Live @ Blue Note) – 3:46
7. Intro (Live @ Blue Note) – 3:57
8. Nati così (Live @ Blue Note) – 4:12

- DVD

1. Il bello d'esser brutti - Live @ Blue Note

## Classifiche

### Classifiche settimanali
| Classifica (2015) | Posizione massima |
| ----------------- | ----------------- |
| Italia            | 1                 |
| Svizzera          | 24                |

### Classifiche di fine anno
| Classifica (2015) | Posizione |
| ----------------- | --------- |
| Italia            | 6         |